# 康定斯基奖
康定斯基奖（Kandinsky Prize）是俄罗斯当代艺术领域的年度国家奖，由国际文化基金会"BREUS Foundation"（前身为"Arthronika"）于2007年成立。 根据公认的世界惯例，它以杰出的艺术家和艺术理论家瓦西里*瓦西里耶维奇*康定斯基的名字命名。
它与英国特纳奖和法国马塞尔杜尚奖一起被认为是当代艺术领域最重要的国家奖项之一

## 奖项的历史
该奖项由俄罗斯商人，国际文化基金会BREUS基金会主席—Shalva Breus设立。
最初，该奖项是基于三个原则，它遵循这一天:
1. 获奖者的作品应由国际评审团在专家委员会的参与下进行评估;
2. 有机会参加基于自我提名和艺术家最大开放性的创意比赛;
3. 奖项不应是一次性的，而是一个连续的过程，包括几个阶段：提交申请、专家委员会两轮投票、长名单和短名单的选择、提名人的展览、评审团投票和颁奖典礼结束竞争过程。

康定斯基奖颁奖典礼以标志性艺术理论家的难忘表演和讲座而闻名（在颁奖典礼的不同年份, 不同年份，鲍里斯*格罗伊斯，罗伯特*斯托尔，蒂姆*马洛，彼得·格林纳威，羅伯·威爾森，高兄弟，杰克和迪诺斯*查普曼，瑪莉娜·阿布拉莫維奇，列夫*鲁宾斯坦，瓦列里波多罗加)

## 提名及奖励基金
1. "年度项目" — 1 800 000卢布的奖金。
2. "年轻的艺术家。 年度项目"（最多35年）" — 奖励450,000卢布。
3. "科学工作。 当代艺术的历史与理论" — 该奖项是国际文化基金会BREUS基金会以俄语或英语出版的作品。

在2007-2011年，一 个奖项被授予提名"媒体艺术。 年度项目"。 自2012年以来，提名已被废除。
在2014中，提名被引入："科学工作。 当代艺术的历史与理论"。